# Meromyza eugenii
Meromyza eugenii är en tvåvingeart som beskrevs av Lidia Ivanovna Fedoseeva 1978. Meromyza eugenii ingår i släktet Meromyza och familjen fritflugor. Inga underarter finns listade i Catalogue of Life.